# Meiniach
Meiniach (ebraico מניח) lett. "colui che pone", pl. Meinichim (ebraico מניחים) è un titolo che si riferisce al rabbino che trascrive gli insegnamenti di uno dei Rebbe di Chabad-Lubavitch, che è un movimento chassidico. Tale termine è usato unicamente da questo movimento religioso ebraico.

## Spiegazione
Mentre i rebbe di Chabad facevano i loro discorsi, certi discepoli con memoria eidetica (memoria fotografica) erano prescelti a memorizzare ogni singola parola udita. Tale ruolo è noto col nome di choizer. Dopo essersi consultato con gli altri choizrim (plurale di choizer), il choizer poi trascriveva le parole che si ricordava e tale trascrizione - nota come hanocho (pl. hanochos) - veniva distribuita per lo studio comune. Gli hanochos dei discorsi di Rabbi Menachem Mendel Schneerson sono disponibili nelle due serie di libri intitolate Sichos Kodesh e Hisvaduyos.
Gli altri tipi di hanochos erano quelli eseguiti nella preparazione dei Likkutei Sichos, l'opera più vasta e monumentale di Schneerson. Qui i discorsi di Schneerson (secondo le sue istruzioni) non furono semplicemente trascritti parola per parola, ma riordinati e arricchiti secondo il giudizio dei meinichim. Spesso numerosi discorsi correlati, di anni differenti, vennero amalgamati insieme. In molte occasioni, Rabbi Schneerson non era soddisfatto dei testi proposti e quindi essi dovevano venire rielaborati più volte. La stessa procedura fu ripetuta per i più brevi Maamorim Melukat del Rebbe - una collezione di suoi sermoni chassidici. Tutti i testi, sia che fossero discorsi lunghi o sermoni, venivano sempre presentati a Rabbi Schneerson per correzione e redazione finale, per poi essere successivamente pubblicati e distribuiti ad uso di studio comune.

## Meinichim famosi
- Yoel Kahn